# Jarmila Horáková
Jarmila Horáková (7. března 1904 Praha – 20. ledna 1928 Praha) byla česká herečka.

## Studium, divadelní začátky
Narodila se v Praze, v Žitné ulici, do rodiny uzenáře, podnikatele a pozdějšího politika Jaroslava Horáka. Jedním z jejích sourozenců byl automobilový závodník Vladimír Horák. Pro divadlo se rozhodla již ve svých 13 letech. V letech 1917–1923 účinkovala v Řevnicích v lesním divadle, kde jí viděl i Jaroslav Kvapil a upozornil na její talent její rodiče. Od roku 1919 se připravovala v soukromé filmové škole a v letech 1922–1926 na dramatickém oddělení pražské Státní konzervatoře hudby, kde k jejím učitelům patřili např. Jaroslav Hurt a Marie Laudová–Hořicová. V Německu byla na stáži v rytmicko-hudební škole Émila Jaques-Dalcroze.
Českým uměleckým vzorem jí byla především Andula Sedláčková.
Již jako studentka konzervatoře hrála ve dvacátých letech v holešovické Legii malých a v Scéně adeptů spolu s dalšími nadějnými mladými herci a studenty herectví, převážně žáky profesora Jaroslava Hurta (Miloslav Jareš, Jiří Frejka, Saša Machov, Miloš Nedbal, Jan Škoda, František Salzer, Světla Svozilová, Jiřina Šejbalová, Václav Trégl, Bohuš Záhorský, Lola Skrbková a další), rovněž tak v souborech Zkušební scéna a Divadlo mladých. Vystoupila v prvním představení Osvobozeného divadla 8. února 1926 v roli Klaudiny ve hře Cirkus Dandin v pražském sále Na Slupi.

## Angažmá
Po ukončení konzervatoře byla v roce 1926 po úspěšném pohostinském vystoupení v roli Stázy ve Šrámkově Létě ihned angažována šéfem činohry K.H.Hilarem do pražského Národního divadla, kde setrvala až do své smrti v roce 1928. Na její místo následně Národní divadlo angažovalo Boženu Půlpánovou. Pohostinsky účinkovala i ve Vinohradském a ve Švandově divadle.
Za svůj krátký život nastudovala 85 rolí a hrála ve 343 představeních.
Zabývala se také recitací a vystoupila několikrát i ve filmu.

## Deník Jarmily Horákové, smrt
Celý život si vedla podrobný deník, který byl v roce 1940 vydán jako kniha (Jiří Frejka: Deník Jarmily Horákové). Jarmila Horáková se stala inspirující předlohou pro postavu herečky Jarmily, titulní role hry Olgy Barényiové Herečka, uvedené v premiéře v Městském divadle Na poříčí dne 11. února 1944 v režii Františka Salzera, se Zorkou Janů v titulní roli.
Jarmila Horáková zemřela ve věku 23 let na zhoubný nádor (sarkom). Je pochována na Olšanských hřbitovech v Praze.
V české herecké tradici lze spatřovat v Horákové přímé navázání na umělecký odkaz Hany Kvapilové.

## Divadelní role, výběr
- 1917 Jaroslav Kvapil: Rusalka, Hajný, Lesní divadlo v Řevnicích
- 1918 Jaroslav Kvapil: Pampeliška, Král, Lesní divadlo v Řevnicích
- 1919 Julius Zeyer: Radúz a Mahulena, Runa, Lesní divadlo v Řevnicích
- 1920 William Shakespeare: Sen noci svatojánské, Hermie, Lesní divadlo v Řevnicích
- 1920 Josef Kajetán Tyl: Strakonický dudák, Kordula, Lesní divadlo v Řevnicích
- 1923 Karel Čapek: Loupežník, Fanka, Lesní divadlo v Řevnicích
- 1924 N. V. Gogol: Ženitba, Arina, Scéna adeptů v Legii malých (Holešovice)
- 1924 Fráňa Šrámek: Červen, Lidka, Scéna adeptů v Legii malých, režie Josef Schettina
- 1924 Nikolaj Jevrejnov: Veselá smrt, Kolombína, Scéna adeptů v Legii malých, režie Jiří Frejka
- 1925 Molière: Cirkus Dandin, komorná Klaudina, Zkušební scéna v Masarykově síni (dnes Žižkovské divadlo Járy Cimrmana), režie Jiří Frejka
- 1926 Aristofanés: Když ženy něco slaví..., Žena Mikka, Divadlo mladých v Divadle na Slupi, režie Jiří Frejka[14][15][16]
- 1926 Aristofanés: Lysistrata, 5. žena, Divadlo na Vinohradech, režie Jan Bor
- 1926 Molière: Cirkus Dandin, komorná Klaudina, Osvobozené divadlo, režie Jiří Frejka (První oficiální představení pod názvem Osvobozené divadlo[8][17][18])
- 1926 Molière: Misantrop, Célimena, Scéna adeptů v Legii malých, režie Hanuš Thein[19]
- 1926 Nikolaj Jevrejnov: Veselá smrt, Kolombína, Osvobozené divadlo, režie Jiří Frejka[20]
- 1926 Fráňa Šrámek: Léto, Stáza, (j. h.), Národní divadlo, režie Vojta Novák
- 1926 Vítězslav Nezval: Depeše na kolečkách, Prodavačka, Osvobozené divadlo,[21] režie Jiří Frejka
- 1926 W. Shakespeare: Zkrocení zlé ženy, Kateřina (představení posluchačů dramatického oddělení Konzervatoře v Praze)[22]
- 1926 Jan Patrný: Muži nestárnou, Jarmila, Divadlo na Vinohradech, režie Bohuš Stejskal
- 1926 William Shakespeare: Blažena a Beneš, Hero, Národní divadlo, režie Karel Hugo Hilar
- 1926 Régis Gignoux, Max Maurey, Alfred Savoir, Jacques Théry: Nezralé ovoce, Francoise, Stavovské divadlo, režie Miloš Nový
- 1926 Edmond Konrád: Komedie v kostce, Libka, Stavovské divadlo, režie Karel Dostal
- 1926 William Shakespeare: Hamlet, Divadelní královna, Národní divadlo, režie Karel Hugo Hilar
- 1927 Edmond Rostand: Chantecler, Šedá slípka, Slavík, Národní divadlo, režie Vojta Novák
- 1927 Eurípidés: Bakchantky, První bakchantka, Národní divadlo, režie Karel Dostal
- 1927 Jaroslav Hilbert: Falkenštejn, Kralevic Václav – Václav II, Národní divadlo, režie Karel Dostal
- 1927 Oscar Wilde: Vějíř lady Windermerové, Lady Plymdaleová, Stavovské divadlo, režie Milan Svoboda
- 1927 Eugène Scribe: Leonie, Yvetta, Stavovské divadlo, režie Milan Svoboda
- 1927 Henrik Ibsen: Stavitel Solness, Hilda Wanglová, Národní divadlo, režie Karel Dostal

## Filmografie
- 1926  Pohádka máje, role: Gusta, režie Karel Anton
- 1927 Paní Katynka z vaječného trhu, sirotek Floriška, režie Václav Kubásek